# Lepidocolaptes souleyetii
El trepatroncos cabecirrayado (Lepidocolaptes souleyetii) es una especie de ave paseriforme de la familia Furnariidae, subfamilia Dendrocolaptinae, perteneciente al numeroso género Lepidocolaptes. Es nativa de la América tropical (Neotrópico), donde se distribuye desde el suroeste de México, por América Central y norte y noroeste de América del Sur.

## Nombres comunes
Aparte de trepatroncos cabecirrayado, también se le denomina trepador cabecirrayado (en Costa Rica, Honduras, Nicaragua y Panamá),  trepatroncos campestre (en Colombia, trepatroncos de corona rayada, (en México), trepador dorsilistado (en Ecuador, trepadorcito listado (en Venezuela), trepador de cabeza rayada ( en Perú) o trepatronco maromero.

## Distribución y hábitat
Se distribuye desde el suroeste de México, por Belice, Guatemala, El Salvador, Nicaragua, Costa Rica, Panamá, norte y centro de Colombia, hacia el este por el norte y este de Venezuela, Trinidad y Tobago, Guyana y extremo norte de  Brasil, hacia el sur por el oeste de Ecuador, hasta el noroeste de Perú.
Esta especie es considerada bastante común en sus hábitats naturales: el interior y los bordes de bosques semi-húmedos y caducifolios, localmente hasta en matorrales áridos, principalmente por debajo de los 800 metros de altitud, localmente puede llegar hasta los 1800 metros (en el sur de Ecuador). Además se encuentra en plantaciones, jardines y zonas abiertas con árboles.

## Descripción
Mide entre 17 y 22 cm de longitud, y pesa entre 17 y 34 g. Tiene las partes inferiores, la cabeza, cuello y espalda de color pardo oliváceo salpicado con finas vetas claras que llegan hasta la parte superior de la espalda. Tiene las alas, el obispillo y la cola de color castaño. Su pico que mide 2,5 cm es estrecho y ligeramente curvado hacia abajo. Los juveniles son de tonos más apagados y con menos moteado.
Se parece mucho al trepatroncos coronipunteado Lepidocolaptes affinis, aunque es menor, está más veteado, no tiene motas en el píleo y suele encontrarse a altitudes más bajas.

## Comportamiento
Se alimenta de insectos y arañas, que atrapa trepando por los troncos y sacándolos de entre la corteza y el musgo. Generalmente se encuentran solos o en parejas, y a diferencia del trepatroncos coronipunteado raramente se une a bandadas mixtas de alimentación.
Construye sus nidos en cavidades de los troncos de los árboles que se encuentran entre los 4,5 y 24 m de altura, cuyo interior forra con hojas. Las puestas consisten normalmente en dos huevos blancos.

## Sistemática

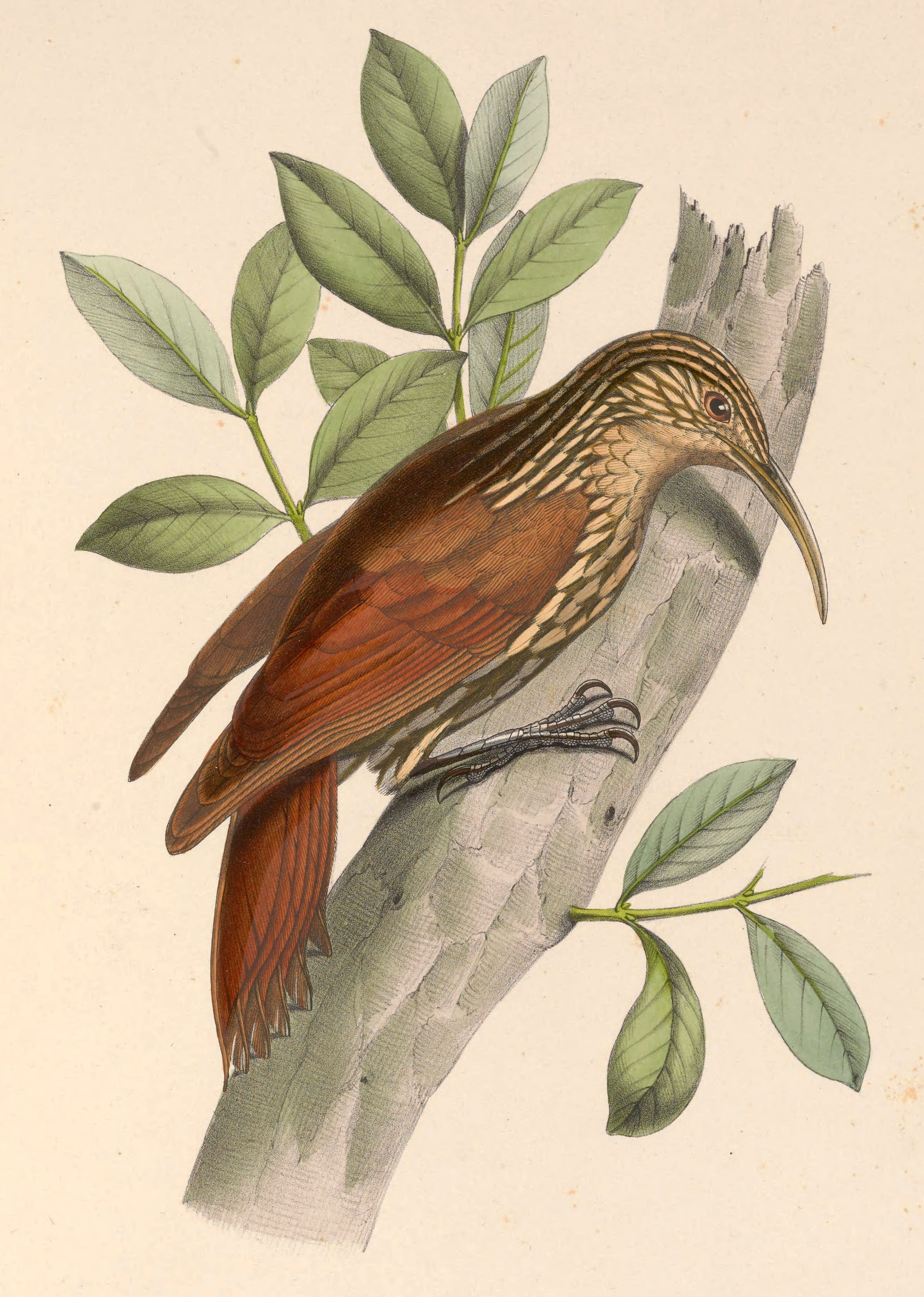
Dendrocolaptes souleyetii = Lepidocolaptes souleyetii; ilustración en Des Murs, Iconographie Ornithologique, 1849.

### Descripción original
La especie L. souleyetii fue descrita por primera vez por el ornitólogo francés Frédéric de Lafresnaye en 1849 bajo el nombre científico Dendrocolaptes souleyetii; su localidad tipo es: «Paita, Piura, noroeste de Perú».

### Etimología
El nombre genérico masculino «Lepidocolaptes» se compone de las palabras del griego «λεπις lepis, λεπιδος lepidos»: escama, floco, y «κολαπτης kolaptēs»: picador; significando «picador con escamas»;   y el nombre de la especie «souleyetii», conmemora al médico, naturalista y explorador francés Louis François Auguste Souleyet (1811–1852).

### Taxonomía
Parece ser pariente próximo a Lepidocolaptes albolineatus. Una reconstrucción reciente de la filogenia con base en el ADN indica la existencia de estructuración genética entre las poblaciones de este trepatroncos, sugiriendo que las formas de Mesoamérica y de Sudamérica representan dos especies distintas lo que podría validar una futura separación; sin embargo, las muestras generalmente son muy pequeñas para llegar a conclusiones positivas y se requieren más estudios. De cualquier forma, las subespecies lineaticeps, littoralis y uaireni se diferencian muy pobremente unas de las otras, mientras que la nominal y esmeraldae parecen representar los extremos de un cline. Las evaluaciones de las variaciones geográficas se complican debido a las notables variaciones individuales y relativas a la edad en tamaño, en el ancho y extensión del estriado por arriba y por abajo, en el sombreado de las partes inferiores, y en la intensidad del color beige de la garganta y partes inferiores. Las características de las aves del sureste de México al norte de Honduras a veces identificadas como la subespecie L. souleyetii insignis (Nelson, 1897), no parecen relacionarse con la geografía y se las incluyen en compressus; la variación más evidente en Mesoamérica es el tamaño decreciente de norte a sur.

### Subespecies
Según las clasificaciones del Congreso Ornitológico Internacional (IOC) y Clements Checklist/eBird v.2019 se reconocen siete subespecies, con su correspondiente distribución geográfica:
- Lepidocolaptes souleyetii guerrerensis Van Rossem, 1939 – suroeste de México (Sierra Madre del Sur en Guerrero y suroeste de Oaxaca).
- Lepidocolaptes souleyetii compressus (Cabanis, 1861) – tierras bajas en ambas pendientes desde el sur de México (sur de Veracruz, suroeste de Campeche, suroeste de Chiapas) hacia el sur hasta el oeste de Panamá (este de Chiriquí, oeste de Bocas del Toro).
- Lepidocolaptes souleyetii lineaticeps (Lafresnaye, 1850) – centro y este de Panamá (al este desde la Zona del Canal), norte y este de Colombia (excepto la región de Santa Marta) y oeste de Venezuela (Táchira, oeste de Mérida, extremo oeste de Barinas).
- Lepidocolaptes souleyetii littoralis (Hartert & Goodson, 1917) – noroeste de Colombia (región de Santa Marta, Atlántico), norte y centro de Venezuela (noroeste de Zulia al este hasta Sucre, al sur hasta la región del Orinoco), Guyana y extremo norte de Brasil (alto río Branco); también en Trinidad.
- Lepidocolaptes souleyetii uaireni Phelps Sr & Phelps Jr, 1950 – conocida solamente en la localidad tipo, el río Uairén, en el extremo sureste de Venezuela (sureste de  Bolívar).
- Lepidocolaptes souleyetii esmeraldae Chapman, 1923 – suroeste de Colombia (Nariño) y oeste de Ecuador (al sur a través de la mayor parte de El Oro).
- Lepidocolaptes souleyetii souleyetii (Lafresnaye, 1849) – suroeste de Ecuador (sur de El Oro, Loja) y noroeste de Perú (al sur hasta Lambayeque).